# Médaille d'honneur des douanes (Bénin)
La médaille d'honneur des douanes est une distinction des douanes béninoises administrée par le ministère de l'Économie et des Finances.

## Attribution
Cette distinction est décernée par le ministre de l'Économie et des Finances sur proposition du directeur général des douanes et droits indirects. L'attribution est notifiée par arrêté publié au Journal officiel.
La médaille d'honneur des douanes est accordée :
- à titre normal, aux fonctionnaires des douanes ayant accompli vingt années de services irréprochables ;
- à titre exceptionnel, aux fonctionnaires des douanes ayant accompli en service un acte héroïque mettant leur vie en péril ;
- à titre posthume, aux fonctionnaires des douanes morts en service.

## Description

### Insigne
L'insigne en argent est rond d'un diamètre de 27 mm, encerclé d'une couronne de feuilles de chêne et de laurier. Il est surmonté d'une bélière composée d'une grenade enflammée, d'un cor de chasse et de feuillage.
À l'avers, est représentée l'effigie de la République ailée, entourée par l'inscription « République du Bénin ».
Au revers, l'inscription « Direction générale des douanes » est apposée en couronne et entoure la devise « Honneur - Discipline - Travail ».

### Ruban
Le ruban, large de 30 mm, est de couleur rouge avec, à 3,5 mm de chaque bord, six bandes verticales vert pâle de 3 mm, espacées de 1 mm.
Lorsqu'une médaille d'honneur des douanes est décernée à titre exceptionnel, une étoile en argent est placée sur le ruban.